# Wilma Landkroon
Wilma Landkroon (Enschede, Overijssel, 28 de abril de 1957) es una cantante neerlandesa. 
En 1968, con solo once años, fue descubierta por el productor Gert Timmerman obteniendo su primer éxito en las listas musicales de los Países Bajos y Alemania con la canción "Heintje, bau ein Schloss für mich" ("Heintje, construye un castillo para mí"). Posteriormente, Wilma se convirtió en una artista muy popular en Países Bajos y Alemania durante los años 1969 y 1970, haciendo apariciones en películas. Cuando Klaus Lorenzen se convirtió en el nuevo productor de la joven cantante, ella comenzó a grabar canciones en diferentes idiomas no sólo en alemán y holandés, sino también en otros idiomas como el inglés o incluso japonés. Tuvo éxitos internacionales en los charts ("Tulips from Amsterdam"; "Lavendel Blue"). A partir de la década de 1970, trabaja con el renombrado productor holandés Pierre Kartner con la que grabó a dúo con Vader Abraham, el sencillo "Zou het erg zijn lieve" número uno en las listas holandesas. Poco a poco, Wilma empezó a perder su popularidad en otras partes del mundo conservando solamente en los Países Bajos. En 2003, grabó un CD con viejas y nuevas canciones ("Wilma -" Nu en Toen ", qué significa" Wilma - entonces y ahora"). En la canción "Gouden Platen – volle Salen" (l discos de oro - salas llenados) cuenta una visión melancólica de su vida como una de las más artistas infantiles más exitosas de todos los tiempos. 
En 2009 Wilma Landkroon publicó el CD Niets en Niemand (dúo con Sylvia Corpiér) en era Nr. 1 en Holland FM Top 25.
. 
Wilma Landkroon es la hermana del compositor y cantante Henny Thijssen y de la cantante Reiny Landkroon.

## Discografía (holandés) (seleccionado)
Sencillos
- 1968 Heintje, baue ein Schloss für mich
- 1969 Toverfee
- 1969 80 rode zozen
- 1969 Een klomp met een zeiltje
- 1969 Grootpappa
- 1970 Huil toch niet als je weg moet gaan
- 1970 'n zuikerspin
- 1971 Zou het erg zijn lieve opa (con Vader Abraham, prod. por Pierre Kartner)
- 1971 Ik heb een vraag (prod. por Pierre Kartner)
- 1972 Gebeurtenissen
- 1972 Waroom laat iedereen mij zo alleen
- 1973 Michael (con De Makkers)
- 2009 Niets of Niemand (con Sylvia Corpiér)

Álbumes
- 1969 Wilma
- 1969 Wilma's Kerstfeest
- 1970 Veel Liefs van...
- 1971 Zou het erg zijn lieve opa
- 1993 De 34 beste van Wilma
- 2003 Wilma - Toen en Nu
- 2004 Wilma - Dubbelgoud = Dubbelgoed (holandés - alemán)